# Mahaffey
Mahaffey es un borough ubicado en el condado de Clearfield en el estado estadounidense de Pensilvania. En el año 2000 tenía una población de 402 habitantes y una densidad poblacional de 419 personas por km².

## Geografía
Mahaffey se encuentra ubicado en las coordenadas 40°52′33″N 78°43′41″O / 40.87583, -78.72806.

## Demografía
Según la Oficina del Censo en 2000 los ingresos medios por hogar en la localidad eran de $28,750 y los ingresos medios por familia eran $31,250. Los hombres tenían unos ingresos medios de $21,250 frente a los $20,000 para las mujeres. La renta per cápita para la localidad era de $11,320. Alrededor del 12.2% de la población estaba por debajo del umbral de pobreza.